# Pieszczanka (rejon soligorski)
Pieszczanka (biał. Пясчанка; ros. Песчанка) – wieś na Białorusi, w obwodzie mińskim, w rejonie soligorskim, w sielsowiecie Kopacewicze.
W dwudziestoleciu międzywojennym leżała w Polsce, w województwie poleskim, w powiecie łuninieckim, w gminie Czuczewicze, w pobliżu granicy ze Związkiem Sowieckim. Znajdowała się tu wówczas strażnica KOP.